# Filipiny na Letnich Igrzyskach Olimpijskich 1952
Filipiny na XV Letnich Igrzyskach Olimpijskich w Helsinkach reprezentowało 25 sportowców w 7 dyscyplinach.

## Wyniki

### Boks
- Al Asuncion
- Benjamin Enríquez
- Alejandro Ortuoste
- Ernesto Porto
- Vicente Tuñacao

### Koszykówka
- Florentino Bautista
- Ramón Campos
- José Cochongco
- Tony Genato
- Rafael Hechanova
- Eddie Lim
- Carlos Loyzaga
- Antonio Martínez
- Pons Saldaña
- Melito Santos
- Antonio Tantay
- Mariano Tolentino

### Lekkoatletyka
- Andrés Franco

### Pływanie
- Sambiao Basanung

### Podnoszenie ciężarów
- Pedro Landero
- Rodrigo del Rosario

### Zapasy
- Gonzalo Manibog